# 骚动！男生宿舍
《骚动！男生宿舍》是中国漫画家佐手画的中国漫画，在《龙漫少年星期天》连载。漫画讲述男主悦翔进入高中的第一天被一名奇怪的室友缠上。